# Station Vaucelles
Station Vaucelles is een spoorwegstation aan de spoorlijn Ermont-Eaubonne - Valmondois. Het ligt in de Franse gemeente Taverny in het departement Val-d'Oise (Île-de-France).

## Ligging
Het station ligt op kilometerpunt 19,850 van de spoorlijn Ermont-Eaubonne - Valmondois (nulpunt in Saint-Denis).

## Diensten
Het station wordt aangedaan door treinen van Transilien lijn H tussen Paris-Nord en Persan - Beaumont, via Ermont - Eaubonne.

## Vorig en volgend station
| Richting          | Vorig station | Lijn    | Volgend station    | Richting   |
| ----------------- | ------------- | ------- | ------------------ | ---------- |
| Persan - Beaumont | Taverny       | Trans H | Saint-Leu-la-Forêt | Paris-Nord |